# 由布市コミュニティバス

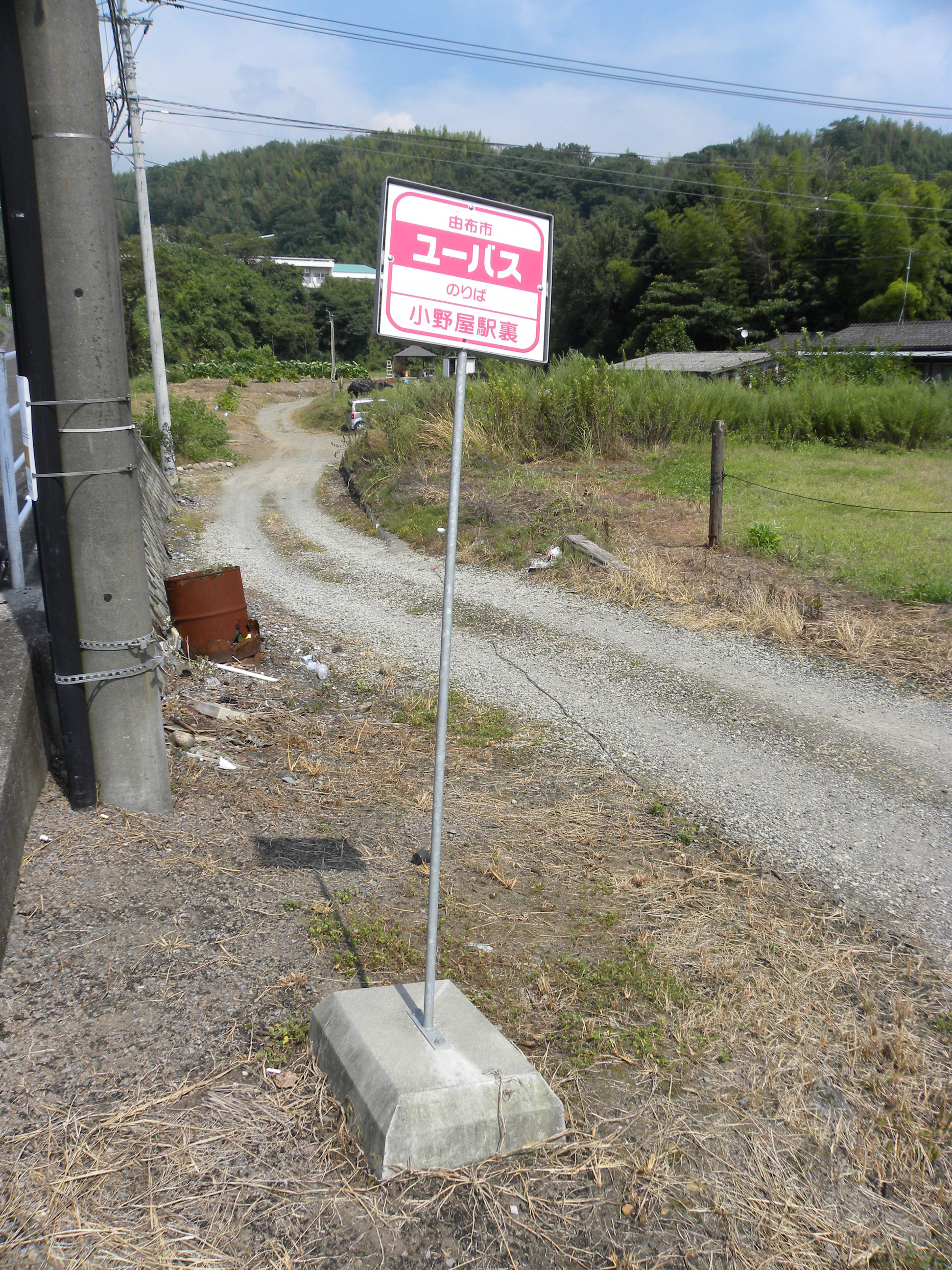
由布市コミュニティバスのバス停

由布市コミュニティバス（ゆふしコミュニティバス）は、大分県由布市にて運行しているコミュニティバスである。

## 概要
- 市民アンケートでコミュニティバスの導入が必要であるとの回答が多かったことから、高齢者や遠距離通学生等の交通弱者の移動手段確保や、路線バス廃止による交通空白地域の解消を目的として、[1]既存の市内路線バス、福祉バス、スクールバスを統合するかたちで運行開始した。
- 運行路線は、由布市に合併した旧3町間を結ぶ「シャトルバス」、中学生用スクールバスを一般開放した「スクールバス」、及び元の福祉バスを引き継いだ「コミュニティバス」から成っている。
- 運行は、以下の事業者に委託されている。

亀の井バス - シャトルバス・スクールバスおよび湯布院地域
大分バス - シャトルバス・スクールバスおよび挾間地域
久大タクシー - シャトルバス・挾間地域
庄内タクシー - 平石コースなど
第一交通 - 水地コースなど
野津原タクシー - 北田代コースなど
みなとタクシー - 水地コースなど
- 運賃は、1乗車200円均一（中学生以上）、小学生や障害者及びその介助者は100円、未就学児は無料。
- 土曜・日曜・祝祭日及び12月29日～1月3日は運休。
- 「ユーバス」の愛称が付けられている。

## 沿革
- 2007年1月4日 - 実証運行開始。[3]
- 2007年12月 - 本格運行開始。同時にバス停の増設、休止を実施。[4]
  - 増設：（七蔵司コース）三船泉、喜多里、農協倉庫前、（北田代コース）中畑上、（小袋コース）中渕公民館前、（湯平コース）小平公民館上
  - 休止：（上切畑コース）小鹿倉、（塚原コース）湯の坪、岳本
- 2008年4月1日 - ダイヤ改正。[5]
  - 庄内地域に龍原コース新設。
  - 柚の木コース、下櫟木コース、小挾間コースをコース変更により大津留コース、小挾間柚の木コースの2路線に。槐木コース、奥江コースをコース変更により畑倉コース、新奥江コースに。
  - みの草コースの下武宮 - ほのぼの温泉間を旧道から国道経由に変更。スクールバス湯平コースの始発を倉本入口とし、小平・幸野経由に変更。
  - 小挾間線の車両をバス車両からジャンボタクシーに変更。
- 2009年4月1日 - ダイヤ改正。[6]
  - 路線延長：葛小野（筒口コース）、桑鶴入口（酒野コース）、小野屋 -（旧道経由） - 五福（平石、龍原コース）、川向 - リック入口（スクールバス塚原コース）
  - バス停増設：（七蔵司コース）石堂、古原、（朴木コース）朴木板平、（大津留コース）中尾公民館、（湯平コース、スクールバス湯平コース）見晴し
  - 始発地変更：（七蔵司コース）米山→落合、（小袋コース）上切畑→小袋
- 2010年4月1日 - ダイヤ改正。[7]
  - 由布高校スクールバス湯平線、由布高校スクールバス塚原線を新設。これに合わせて一部スクールバス、シャトルバスを増便。
  - 路線変更：（下詰コース）始発をそうず川に変更、（南田代コース）始発を田代公民館とし、同時にコース名も中詰コースから変更、（スクールバス朴木コース）詰公民館 - そうず川 - 朴木 - 朴木上 - 朴木岡の経路に変更。
  - バス停増設：（長野コース）江後、横枚、（塚原コース、スクールバス塚原コース）ゆふらぎ村、（湯平コース、スクールバス湯平コース）中山
  - バス停廃止：（時松コース）二宮石材店、（長野コース）石垣山
  - バス停名変更：（塚原コース、スクールバス塚原コース）空想の森入口→鳥越入口

## 路線
※以下は、2015年4月1日時点での情報である。

### シャトルバス
- 庄内庁舎 - 宮崎医院前 - 五福 - 櫟木ダム入口 - 鬼瀬 - 消防署前 - 挾間郵便局前 - 大学病院
- 庄内庁舎 - 瓜生田 - ほのぼの温泉前 - 下武宮 - みの草 - マルヒロ前 - 湯平駅上 - 渡司 - 川西小学校前 - 桑屋 - 南由布駅前 - 平 - 石松 - 日野病院前 - 由布院駅前バスセンター - (健康温泉館(水曜日のみ))
- 庄内庁舎 - 宮崎医院前 - 五福 - 櫟木ダム入口 - 鬼瀬 - 消防署前 - 挾間郵便局前 - 大学病院 - 小学校前(由布川) - 石城小学校前 - 七蔵司 (スクール石城系統)

シャトルバスは庄内庁舎（由布市役所本庁舎）の駐車場で相互接続している。

### スクールバス

#### 挾間地域
スクールバス朴木コース
- 挾間中学校 - 挾間保育所前 - 赤野 - 東行 - 下詰 - 詰公民館 - そうず川 - 朴木 - 朴木上 - 朴木岡

#### 庄内地域
スクールバス大津留コース
- 庄内庁舎 - 亀甲橋 - 中天神山 - 天神山駅 - 茶屋場 - 小野屋駅前 - 小野屋駅裏 - 大津留小学校前 - 柚の木 - 平原入口 - 北大津留

スクールバス阿蘇野コース
- 小野屋駅前 - 茶屋場 - 天神山駅 - 中天神山 - 亀甲橋 - 庄内庁舎 - 鹿倉 - 下直野 - 内山 - 阿蘇野支所前 - 古宮 - 所小野

#### 湯布院地域
スクールバス湯平コース
- 由布院駅前バスセンター - 湯布院中学校 - 南由布駅前 - 桑屋 - 川西小学校前 - 渡司 - （湯平駅前） - 小平 - 宝勝寺 - 田伏入口 - 倉本入口
  - 湯平駅前は往路（倉本入口発）のみ経由。

スクールバス塚原コース
- 湯布院中学校 - 由布院駅前バスセンター - 岩男病院前 - 由布見通り入口 - 佐土原 - 塚原口 - リック入口 - 川向 - 塚原 - 出切開拓団 - 黒笠木 - 塚原牧場

由布高校スクールバス湯平コース
- 湯平駅前 - 小平 - 宝勝寺 - 田伏入口 - 倉本入口

由布高校スクールバス塚原コース
- 由布院駅 - 岩男病院前 - 由布見通り入口 - 佐土原 - 塚原口 - リック入口 - 川向 - 塚原 - 出切開拓団 - 黒笠木 - 塚原牧場

### コミュニティバス

#### 挾間地域
七蔵司コース
- 大学病院 - 挾間郵便局前 - 向原駅 - 挾間保育所前 - 赤野 - 上古野 - 目の子迫 - 三船平 - 石堂 - 落合 - 七蔵司 - 米山
  - 月曜・水曜のみの運行。

時松コース
- 大学病院 - 挾間郵便局前 - 向原駅 - 消防署前 - 茅場公民館 - 四辻 - 時松公民館
  - 月曜・木曜のみの運行。

北田代コース
- 大学病院 - 挾間郵便局前 - 向原駅 - 挾間保育所前 - 赤野 - 下来鉢 - 袋尾 - 芦松 - 中畑 - 平床 - 西部小学校前
  - 火曜・金曜のみの運行。

下詰コース
- 大学病院 - 挾間郵便局前 - 向原駅 - 挾間保育所前 - 赤野 - 東行 - 下詰 - 詰公民館 - そうず川
  - 月曜・水曜のみの運行。

片野コース
- 大学病院 - 挾間郵便局前 - 向原駅 - 同尻橋 - 生田原 - 篠原中組 - 篠原春の段 - 阿鉢公民館 - 片野
  - 火曜・金曜のみの運行。

南田代コース
- 大学病院 - 挾間郵便局前 - 向原駅 - 挾間保育所前 - 赤野 - 下来鉢 - 西辺 - 田代公民館
  - 月曜・水曜のみの運行。

朴木コース
- 大学病院 - 挾間郵便局前 - 向原駅 - 挾間保育所前 - 東行山田 - 朴木岡 - 朴木大下 - 朴木 - 朴木上 - 朴木猿渡 - 奥詰
  - 水曜・金曜のみの運行。

酒野コース
- 大学病院 - 挾間郵便局前 - 同尻橋 - 芝尾 - 東ノ山 - 酒野 - 桑鶴入口
  - 月曜・木曜のみの運行。

筒口コース
- 大学病院 - 挾間郵便局前 - 向原駅 - 同尻橋 - 田ノ小野下 - 山田 - 東ノ山 - 谷郵便局前 - 葛小野 - 青山 - 桑鶴 - 三国境
  - 火曜・金曜のみの運行。

#### 庄内地域
平石コース
- 宮崎医院前 - 五福 - 小野屋駅 - 小野屋駅前 - 佐藤医院入口 - 庄内庁舎 - 瓜生田 - ほのぼの温泉 - 庄内駅前 - 杉田林業前 - 山添 - 平石公民館前 - 立石三差路
  - 月曜・水曜のみの運行。

阿蘇野コース
- （往路）岩下→日ヶ暮上→古宮→所小野→古宮→阿蘇野支所前→内山→下直野→鹿倉→庄内庁舎→瓜生田→ほのぼの温泉→瓜生田→佐藤医院入口→小野屋駅前
- （復路）小野屋駅前→佐藤医院入口→瓜生田→ほのぼの温泉→瓜生田→庄内庁舎→鹿倉→岩下→日ヶ暮上→古宮→所小野→古宮→阿蘇野支所前→内山→下直野
  - 火曜・金曜のみの運行。

みの草コース
- 庄内庁舎 - 宮崎医院前 - 佐藤医院入口 - 小野屋駅前 - 茶屋場 - 天神山駅 - 中天神山 - 覚勝寺前 - 西庄内小前 - 庄内駅前 - ほのぼの温泉 - 下武宮 - 星南小入口 - 九大車両前 - 木山中 - みの草
  - 火曜・木曜のみの運行。

長野コース
- 宮崎医院前 - 小野屋駅 - 小野屋駅前 - 佐藤医院入口 - 庄内庁舎 - 瓜生田 - ほのぼの温泉 - 庄内駅前 - 西庄内小前 - 甲斐田三差路 - 佐平治上 - 長野上組 - 長野公民館前 - 竹ノ下入口 - 江後 - 中尾四差路
  - 水曜・金曜のみの運行。

大津留コース
- ほのぼの温泉 - 瓜生田 - 庄内庁舎 - 宮崎医院前 - 佐藤医院入口 - 小野屋駅前 - 小野屋駅 - 間田入口 - 高津 - 天神山駅 - 中天神山 - 中尾四差路 - 宗寿寺 - 石原
  - 火曜・木曜のみの運行。

小挾間・柚の木コース
- ほのぼの温泉 - 瓜生田 - 庄内庁舎 - 佐藤医院入口 - 宮崎医院前 - 五福 - 櫟木ダム入口 - 小野屋駅 - 小野屋駅裏 - 大津留小学校前 - 柚の木 - 平原入口 - 平原上三差路 - 北大津留 - 平原入口 - 下小挾間 - 堺
  - 火曜・金曜のみの運行。

小袋コース
- 宮崎医院前 - 小野屋駅前 - 佐藤医院入口 - 庄内庁舎 - 瓜生田 - 庄内駅前 - ほのぼの温泉 - 山本 - 山井中 - 渕大橋 - 小袋
  - 火曜・金曜のみの運行。

上切畑コース
- 宮崎医院前 - 小野屋駅前 - 佐藤医院入口 - 庄内庁舎 - 瓜生田 - ほのぼの温泉 - 庄内駅前 - 瓜生田 - 南庄内小下 - 渕神社入口 - 上切畑
  - 月曜・木曜のみの運行。

龍原コース
- ほのぼの温泉 - 瓜生田 - 庄内庁舎 - 宮崎医院前 - 五福 - 小野屋駅 - 小野屋駅前 - 佐藤医院入口 - 直売所しろやま前 - 平原 - 本町格納庫前
  - 木曜のみの運行。

#### 湯布院地域
水地コース
- 岩男病院前 - 由布院駅 - 健康温泉館前 - 日野病院前 - 南由布クリニック前 - 桑屋 - 川西小学校前 - 渡司 - 宝勝寺 - 畑 - 湯平駅前 - マルヒロ前 - 水地上
  - 月曜・木曜のみの運行。

塚原コース
- 由布院駅前バスセンター - （日野病院前 - 健康温泉館前 - ）岩男病院前 - 由布見通り入口 - 佐土原 - 塚原口 - 川向 - 塚原 - 出切開拓団 - 黒笠木 - 竹内牧場
  - 火曜・金曜のみの運行。括弧内は復路の経路で、往路（竹内牧場発）は逆になる。

下津々良コース
- 岩男病院前 - 由布院駅 - 健康温泉館前 - 日野病院前 - 石松 - 南由布クリニック前 - 南由布駅前 - 桑屋 - 川西小学校前 - 川原 - 鹿出 - 馬場橋上
  - 月曜・木曜のみの運行。

奥江コース
- 岩男病院前 - 由布見通り入口 - 健康温泉館前 - 日野病院前 - 由布院駅 - 若宮八幡 - 湯布院中学校 - 南由布クリニック前 - 前徳野公民館入口 - 桑屋 - 川上豆腐店前 - 奥江
  - 火曜・金曜のみの運行。

畑倉コース
- 岩男病院前 - 由布見通り入口 - 健康温泉館前 - 日野病院前 - 由布院駅 - 石武中 - 前徳野公民館入口 - 桑屋 - 内徳野 - 川上豆腐店前 - 小ヶ倉トンネル下
  - 火曜・金曜のみの運行。

湯平コース
- 健康温泉館前 - 由布見通り入口 - 岩男病院前 - 由布院駅前バスセンター - 日野病院前 - 石松 - 平 - 南由布駅前 - 桑屋 - 川西小学校前 - 渡司 - 湯平駅前 - 小平 - 宝勝寺 - 田伏入口 - 倉本入口
  - 月曜・木曜のみの運行。

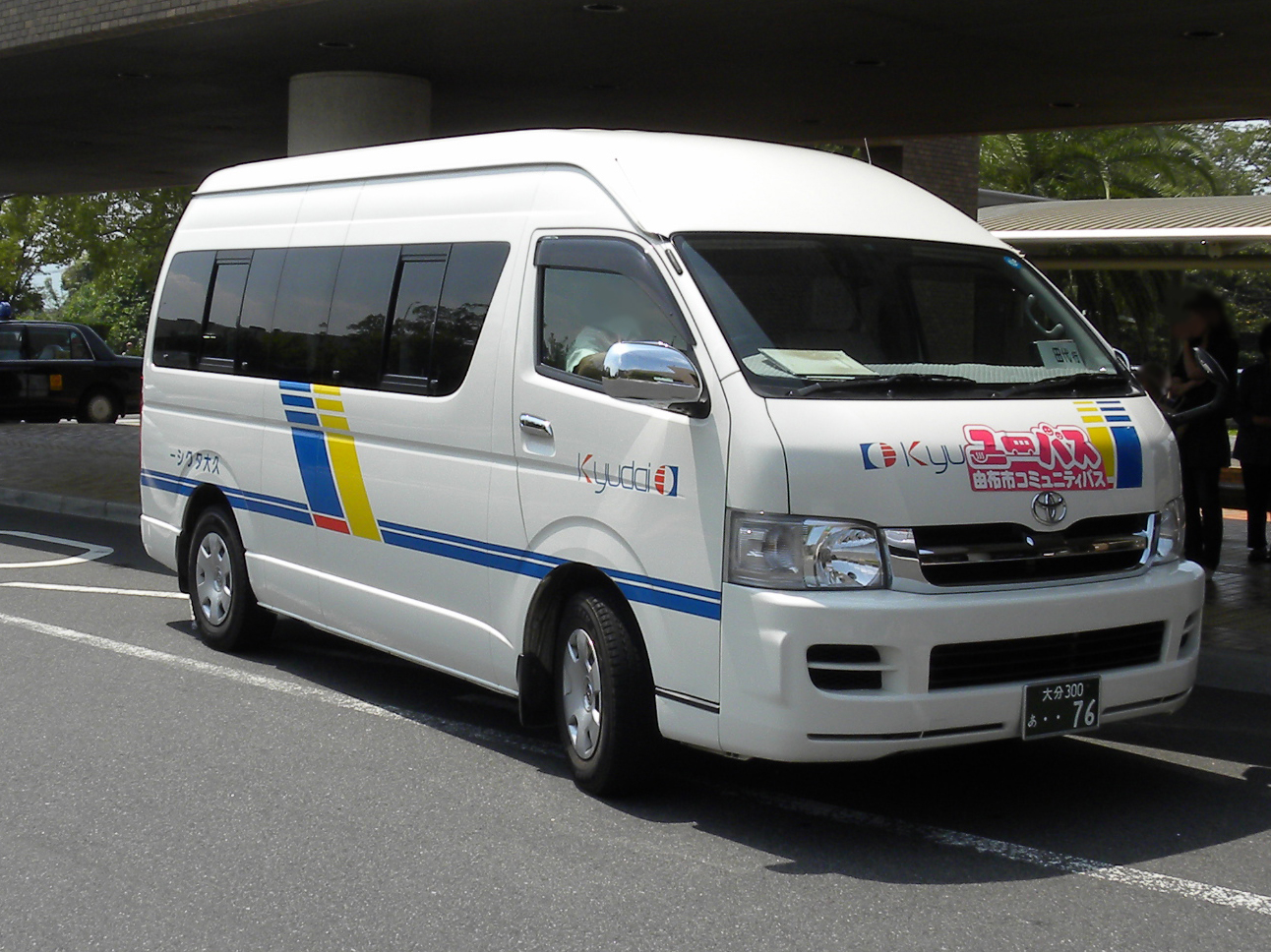
久大タクシーの車両
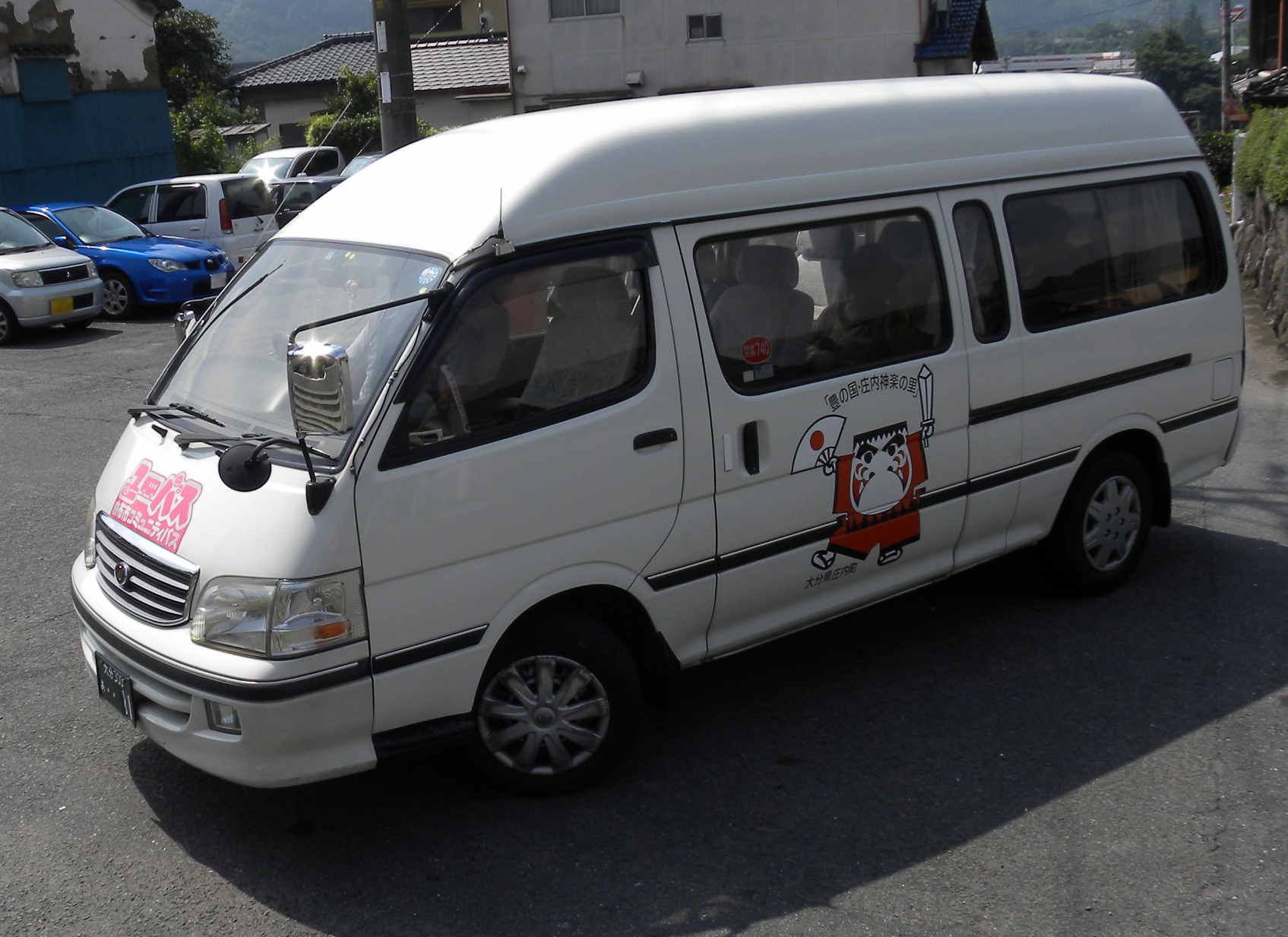
庄内タクシーの車両